# 礒部神社
礒部神社（いそべじんじゃ）は、富山県氷見市磯辺1045番地にある神社である。

## 概要
- 祭神 - 天日方寄日方命[1]
  - 天日方寄日方命とは、古代に伊勢国から八代谷（旧氷見郡八代村一帯）を開拓した礒部氏の祖である[1]。
- 境内地 - 1,624坪[1]
- 春祭 - 4月9日[1]
- 陰蝗祭 - 7月2日[1]
- 秋祭 - 9月9日[1]
- 新嘗祭 - 11月1日（あまざけ祭）[1]

以前は境内で湯立の神事があった。

## 社叢
当神社の総面積5,300m2の社叢は氷見市指定の天然記念物に指定されており、ウラシロカシ、ユズリバ、シイを主とした自然林で構成されており、約130種の自生植物を数えることが出来る。
毎年ゴールデンウィークから5月中旬にかけ、高さ約20m、幅約40mと神社全体が埋まるほどのヤマフジの花が咲き乱れる。